# Luís Otávio Santos
Luís Otávio Santos (* 1972 in Juiz de Fora) ist ein brasilianischer Violinist und Dirigent der historischen Aufführungspraxis.

## Leben und Wirken
Nach dem Erlernen von Klavier und Violine im Kreise seiner musikalischen Familie kam Luís Otávio Santos im Alter von 17 Jahren in die Niederlande, um bei Sigiswald Kuijken das Spiel der Barockvioline zu erlernen. Seit 1992 gehörte er zu den führenden Mitglieder in Kuijkens Barockorchester „La Petite Bande“, hier wirkte er sowohl als Konzertmeister und auch als Solist. Er wirkte vor allem in niederländischen und belgischen Formationen, so dem „Ricercar Consort“ unter Philippe Pierlot, dem Collegium Vocale Gent unter Philippe Herreweghe, dem Ensemble „Il Fondamento“ unter Paul Dombrecht, der Nederlandse Bachvereniging unter Gustav Leonhardt und dem Ensemble Il complesso barocco unter Alan Curtis.
In der Zeit von 1997 bis 2001 lehrte er Barockvioline am Konservatorium in Fiesole, von 1998 bis 2001 war er Assistent von Sigiswald Kuijken am Brüsseler Konservatorium. 2002 war er Gastprofessor an der Hochschule für Musik und Theater in Leipzig.
Neben seiner regen Konzerttätigkeit machte er zahlreiche Aufnahmen für verschiedene Classic Labels, wie Brilliant Classics, für das er 1999 mit Pieter-Jan Belder sämtliche Sonaten für Violine und Cembalo von Bach einspielte. Die Aufnahme von Sonaten Jean-Marie Leclairs beim Label Ramée wurde mit dem begehrten „Diapason d’or“ ausgezeichnet. Ab 1998 war er mehrere Jahre Dirigent des Den Haag Baroque Orchestra.
Luís Otávio Santos ist der künstlerische Leiter des jährlich in seinem Heimatland stattfindenden „Festival Internacional de Musica Colonial Brasileira e Musica Antiga de Juiz de Fora“. Für die Verdienste als kultureller Botschafter seines Heimatlandes erhielt Santos 2007 vom brasilianischen Kultusministerium den Verdienstorden „Ordem do Mérito Cultural“. Die brasilianische Zeitschrift Época wählte ihn 2011, als einen der 100 einflussreichsten Brasilianer.